# Page Up 및 Page Down 키

다른 키들 사이에 위치한 Page Up, Page Down 키

Page Up 및 Page Down 키는 컴퓨터의 키보드 키에서 디스플레이의 표시를 상하 방향으로 스크롤하여 이전 페이지 또는 다음 페이지를 표시하는 용도로 사용된다.

## 같이 보기
- 방향키 (컴퓨터 자판)
- 스크롤 휠